# Roeselia decaryi
Roeselia decaryi är en fjärilsart som beskrevs av De Toulgoët 1955. Roeselia decaryi ingår i släktet Roeselia och familjen trågspinnare. Inga underarter finns listade.